# Władysław Polański

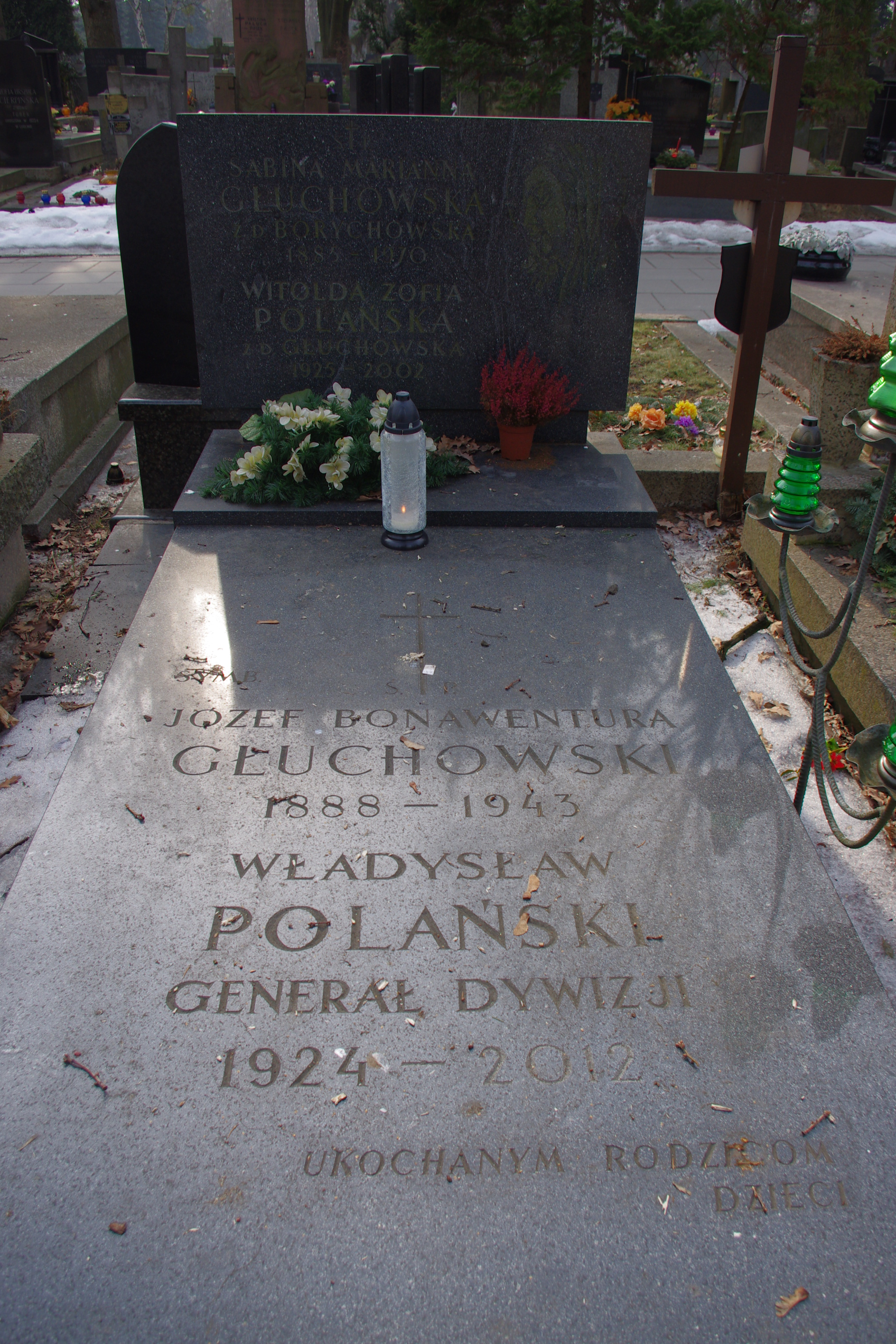
Grób gen. Władysława Polańskiego i jego żony Witoldy na Cmentarzu Wojskowym na Powązkach w Warszawie

Władysław Polański (ur. 12 marca 1924 w Przemyślu, zm. 31 marca 2012 w Warszawie) – generał dywizji Wojska Polskiego, zastępca szefa Głównego Zarządu Politycznego Wojska Polskiego (1960–1969), komendant Wojskowej Akademii Politycznej im. Feliksa Dzierżyńskiego (1972–1989), członek Centralnej Komisji Rewizyjnej PZPR

## Życiorys

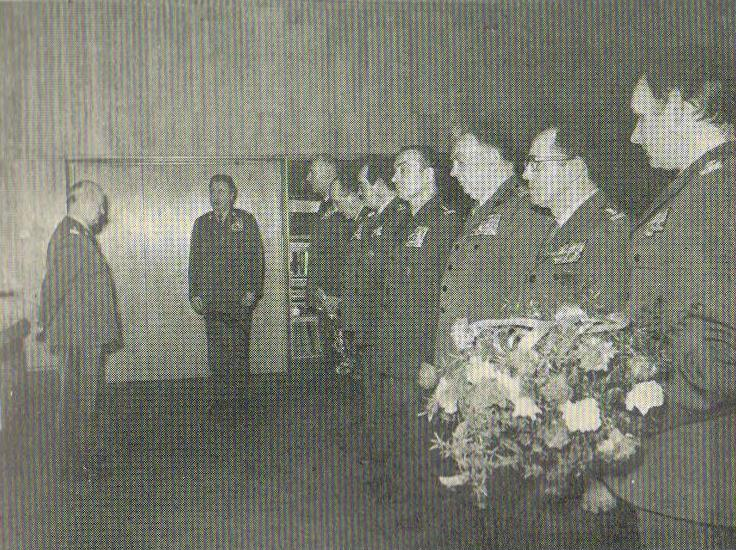
60-lecie urodzin gen. broni dr Józefa Baryły – życzenia od podwładnych z aparatu politycznego WP, przemawia I zastępca szefa GZP WP gen. dyw. dr Tadeusz Szaciło, obok stoją (od lewej): gen. dyw. Władysław Polański – komendant WAP, gen. bryg. Albin Żyto – zastępca szefa GZP WP, gen. bryg. Henryk Kondas - zastępca dowódcy POW ds. politycznych, płk Stefan Rutkowski – przewodniczący Komisji Kontroli Partyjnej WP, płk Leon Morawski – szef Zarządu Wydawnictw, Drukarń i Zaopatrzenia GZP WP; Warszawa 21 listopada 1984

Do wybuchu wojny uczył się w Gimnazjum im. Juliusza Słowackiego w Przemyślu. W lutym 1940 deportowany wraz z rodziną na Północny Ural do Kraju Permskiego, gdzie pracował jako robotnik leśny. Służbę wojskową rozpoczął w lipcu 1943, wstępując ochotniczo wraz z ojcem i dwojgiem rodzeństwa do tworzonej wówczas 2 Dywizji Piechoty im. Jana Henryka Dąbrowskiego w obozie w Sielcach n. Oką. Wcielony do 2 pułku artylerii lekkiej, gdzie otrzymał przydział do baterii sztabowej. Następnie skierowany do 1 Samodzielnej polskiej baterii szkolnej w 3 Leningradzkiej Oficerskiej Szkole Artylerii, która stacjonowała w Kostromie. 24 lutego 1944 ukończył szkołę i został promowany na stopień chorążego w korpusie oficerów artylerii. Po promocji powrócił do 2 pułku artylerii lekkiej, który stacjonował wówczas w rejonie Smoleńska i został dowódcą plutonu ogniowego w baterii haubic. Brał udział w walkach na szlaku Lublin – Warszawa – Wał Pomorski. 11 lutego 1945 ciężko ranny w walkach pod Mirosławcem. Po kilku miesiącach leczenia powrócił do swojej macierzystej jednostki na stanowisko szefa sztabu 2 dywizjonu. W 1946 został rozkazem Dowódcy Artylerii WP skierowany do zespołu opracowującego regulamin walki artylerii.
Od 1947 służył w Oddziale Szkolenia Dowództwa Artylerii WP. W 1948 został szefem Wydziału Politycznego Dowództwa Wojsk Lądowych (w stopniu majora). W styczniu 1950 został wyznaczony na szefa Oddziału w Zarządzie Politycznym Okręgu Wojskowego nr II w Bydgoszczy. W 1950 r. ukończył studia I stopnia na Wydziale Społecznym Akademii Nauk Politycznych w Warszawie, a w 1957 studia magisterskie na Wydziale Ekonomii Uniwersytetu Warszawskiego.
W latach 1954–1960 był dyrektorem Wydawnictwa MON. Wydawnictwo pod jego kierownictwem wydało m.in. pamiętniki gen. Dwighta Eisenhowera "Krucjata w Europie", gen. Charles’a de Gaulle’a "Pamiętniki wojenne" i inne pozycje wspomnieniowe. Rozpoczął się wówczas także druk serii pod nazwą "Biblioteka Wiedzy Wojskowej" oraz kierowanej do młodzieży "Biblioteki Żółtego Tygrysa". W 1959 r. awansował na stopień pułkownika. W latach 1960–1969 był szefem Zarządu Propagandy i Agitacji Głównego Zarządu Politycznego Wojska Polskiego – zastępcą szefa GZP WP. Podlegała mu działalność prasy wojskowej i periodyków wojskowych, a także wytwórni filmowej WP. Jego zastępcą był wówczas płk Józef Baryła – późniejszy generał broni i jako szef Głównego Zarządu Politycznego przełożony Polańskiego w latach 80.
1 października 1963 na mocy uchwały Rady Państwa PRL awansowany do stopnia generała brygady. Awans otrzymał 9 października 1963 w Belwederze z rąk przewodniczącego Rady Państwa Aleksandra Zawadzkiego. Jeden z animatorów komunistycznej propagandy w trakcie wydarzeń marca 1968. W latach 1969–1972 sekretarz Rady Wyższego Szkolnictwa Wojskowego. Rada ta była organem doradczym ministra obrony narodowej w dziedzinie doskonalenia programów nauczania i wytyczania kierunków prac naukowo-badawczych prowadzonych przez uczelnie i instytuty naukowe WP.
Następnie przez 17 lat sprawował funkcję komendanta Wojskowej Akademii Politycznej im. Feliksa Dzierżyńskiego (od lipca 1972 do grudnia 1989). Uczelnia o trzywydziałowej strukturze nadawała dyplomy magisterskie w dziedzinie nauk pedagogicznych, historycznych i ekonomicznych. 29 września 1973 na mocy uchwały Rady Państwa awansowany do stopnia generała dywizji. Akt nominacyjny otrzymał 10 października 1973 w Belwederze z rąk I sekretarza Komitetu Centralnego PZPR Edwarda Gierka. 18 listopada 1989 pożegnany przez ministra obrony narodowej gen. armii Floriana Siwickiego w związku z osiągnięciem granicy wieku 65 lat i zakończeniem zawodowej służby wojskowej. 28 grudnia 1989 roku przekazał obowiązki komendanta WAP gen. bryg. prof. Mieczysławowi Michalikowi.
Członek PPR, a od 1948 – PZPR. Wielokrotnie był członkiem instancji partyjnych na różnych szczeblach w wojsku. Delegat na VII i VIII Zjazd PZPR. W latach 1975–1981 członek Centralnej Komisji Rewizyjnej PZPR, a w latach 1979–1990 członek Rady Naczelnej ZBoWiD. W grudniu 1985 wszedł w skład Zespołu do przygotowania "Tez Zjazdowych" na X Zjazd PZPR, który odbył się w lipcu 1986. W latach 1986-1989 był członkiem Komisji ds. Wewnątrzpartyjnych oraz Działalności Partii w Organach Przedstawicielskich i Administracji Państwowej Komitetu Centralnego. Wieloletni członek Komitetu Redakcyjnego kwartalnika historii wojskowości Wojskowy Przegląd Historyczny. Współautor „Małej Encyklopedii Wojskowej” (1967–1971). 
Pochowany 11 kwietnia 2012 r. na Cmentarzu Wojskowym na Powązkach w Warszawie (kwatera B19-7-24). W pogrzebie wziął udział m.in. były szef Głównego Zarządu Politycznego WP gen. broni w st. spocz. dr Józef Baryła oraz ostatni komendant Wojskowej Akademii Politycznej gen. bryg. w st. spocz. prof. Mieczysław Michalik, który wygłosił przemówienie w imieniu dawnych współtowarzyszy służby i pracy.

## Życie prywatne
Syn Stanisława Pizło i Stanisławy z domu Środoń-Pizło. Mieszkał w Warszawie. Żonaty, żona Witolda Zofia Polańska z domu Głuchowska (1925-2002). Interesował się historią, literaturą piękną i malarstwem.

## Ordery i odznaczenia
- Krzyż Srebrny Orderu Virtuti Militari (1970)
- Order Sztandaru Pracy I klasy
- Order Sztandaru Pracy II klasy (1964)
- Krzyż Komandorski Orderu Odrodzenia Polski
- Krzyż Kawalerski Orderu Odrodzenia Polski
- Krzyż Walecznych (dwukrotnie)
- Medal 40-lecia Polski Ludowej
- Medal 30-lecia Polski Ludowej
- Medal za Odrę, Nysę, Bałtyk
- Medal Zwycięstwa i Wolności 1945
- Złoty Medal „Siły Zbrojne w Służbie Ojczyzny”
- Srebrny Medal „Siły Zbrojne w Służbie Ojczyzny”
- Brązowy Medal „Siły Zbrojne w Służbie Ojczyzny”
- Medal 10-lecia Polski Ludowej
- Medal „Za udział w walkach o Berlin”
- Złoty Medal „Za zasługi dla obronności kraju”
- Srebrny Medal „Za zasługi dla obronności kraju”
- Brązowy Medal „Za zasługi dla obronności kraju”
- Medal Komisji Edukacji Narodowej (1974)[7]
- Medal im. Ludwika Waryńskiego (1988)[8]
- Odznaka Grunwaldzka
- Złoty Medal „Za Zasługi w Umacnianiu Przyjaźni PRL-ZSRR” (1987, TPPR)[9]
- Medal 100 lat ruchu robotniczego w Polsce (1982)[10]
- Złota Odznaka Kół Młodzieży Wojskowej
- Odznaka „Zasłużony Działacz SZMW”
- Srebrna Odznaka Honorowa „Za Zasługi dla Warszawy” (17 stycznia 1963)[11]
- Order Czerwonego Sztandaru (ZSRR) (dwukrotnie)
- Order Wojny Ojczyźnianej I stopnia (ZSRR)
- Medal „Za wyzwolenie Warszawy” (ZSRR)
- Medal za Zdobycie Berlina (ZSRR)
- Medal jubileuszowy „Dwudziestolecia zwycięstwa w Wielkiej Wojnie Ojczyźnianej 1941–1945” (ZSRR, 1965)[12]
- Medal jubileuszowy „Trzydziestolecia zwycięstwa w Wielkiej Wojnie Ojczyźnianej 1941–1945” (ZSRR)
- Medal jubileuszowy „Czterdziestolecia zwycięstwa w Wielkiej Wojnie Ojczyźnianej 1941–1945” (ZSRR)
- Medal jubileuszowy „60 lat Sił Zbrojnych ZSRR” (ZSRR)
- Medal 70-lecia Sił Zbrojnych ZSRR (ZSRR)
- Medal „Za umacnianie Przyjaźni Sił Zbrojnych” III stopnia (Czechosłowacja)
- Komandor Orderu Legii Honorowej (1967, Francja)
- Wpis do „Honorowej Księgi Czynów Żołnierskich” (1987)

## Publikacje
- Wł. Polański (red.), W. Bańka, I. Wichrowska, Efektywność procesu kształcenia w wyższej uczelni wojskowej, Wojskowa Akademia Polityczna im. F. Dzierżyńskiego, Warszawa 1978.
- Wł. Polański, Jubileusz 35-lecia Wojskowej Akademii Politycznej, [w:] Wojsko Ludowe, 1986, nr 12.
- Wł. Polański, słowo wstępne, [w:] M. Jurek, E. Skrzypkowski, Konfrontacje: tradycjonalizm a współczesność w wychowaniu wojskowym, Wydawnictwo MON, Warszawa 1965.
- Wł. Polański, O partyjności nauki, [w:] Zeszyty naukowe WAP, Warszawa 1979.
- Wł. Polański, Polsko-radzieckie braterstwo broni, [w:] ZSRR–Polska: przyjaźń, współpraca, pomoc wzajemna: materiały konferencji naukowej poświęconej 30-leciu układu o przyjaźni, pomocy wzajemnej i współpracy powojennej pomiędzy ZSRR i PRL, Książka i Wiedza, Warszawa 1976.
- Wł. Polański, Przyczyny i konsekwencje klęski wrześniowej, [w:] Ideologia i polityka, 1979, nr 7/8, s. 46–55.
- Wł. Polański, Układ Warszawski w obronie pokoju i socjalizmu, [w:] Nowe drogi, Warszawa 1982.
- Wł. Polański, Wielka Socjalistyczna Rewolucja Październikowa – początek ery socjalizmu i komunizmu, Wojskowa Akademia Polityczna im. F. Dzierżyńskiego, Warszawa 1977.
- Wł. Polański, Wojskowa Akademia Polityczna – głównym ośrodkiem kształcenia i wychowania aparatu partyjno-politycznego sił zbrojnych, [w:] Wojskowy Przegląd Historyczny, 1974, nr 2, s. 243.
- Wł. Polański, Wojskowa Akademia Polityczna w 35-lecie Ludowego Wojska Polskiego i Roku Nauki Polskiej, [w:] Badania społeczne w wojsku, 1973, nr 5, s. 22–38.
- Wł. Polański, Wszystko dla dobra narodu – organizacje partyjne w ludowym Wojsku Polskim w przededniu VIII Zjazdu PZPR, [w:] Wojsko Ludowe, 1979, nr 12, s. 18.